# Schoharie (New York)
Schoharie est une ville du comté de Schoharie, dans l'État de New York. La population était de 3 299 habitants au recensement de 2000.
La ville de Schoharie possède un village, également appelé Schoharie. Les deux noms sont dérivés du mot mohawk qui signifie bois flotté. La ville est située à la frontière nord-est du comté et se trouve au sud-ouest d'Albany, et à l'est de Oneonta et Cooperstown, toutes deux situées dans le comté d'Otsego. 